# Naděžda Koštovalová
Naděžda Koštovalová (* 10. September 1971 in Tábor, Tschechoslowakei als Naděžda Tomšová) ist eine ehemalige tschechische Leichtathletin, die sich auf den Sprint spezialisiert hat. 1995 gewann sie mit der tschechischen 4-mal-400-Meter-Staffel die Silbermedaille bei den Hallenweltmeisterschaften in Barcelona.

## Sportliche Laufbahn
Erste internationale Erfahrungen sammelte Naděžda Koštovalová im Jahr 1988, als sie bei den Juniorenweltmeisterschaften in Greater Sudbury in 54,21 s den siebten Platz im 400-Meter-Lauf belegte. Im Jahr darauf schied sie bei den Junioreneuropameisterschaften in Varaždin mit 55,07 s im Halbfinale über 400 Meter aus und belegte mit der tschechoslowakischen 4-mal-100-Meter-Staffel in 46,60 s den sechsten Platz. 1993 startete sie für Tschechien bei den Weltmeisterschaften in Stuttgart und schied dort mit 52,69 s in der ersten Runde über 400 Meter aus und belegte in 3:27,94 min den siebten Platz in der 4-mal-400-Meter-Staffel. Im Jahr darauf kam sie bei den Halleneuropameisterschaften in Paris mit 53,71 s nicht über den Vorlauf über 400 Meter hinaus und im August schied sie bei den Europameisterschaften in Helsinki mit 53,75 s im Halbfinale aus und belegte mit der Staffel in 3:27,95 min den fünften Platz. 1995 schied sie bei den Hallenweltmeisterschaften in Barcelona mit 53,38 s im Semifinale im Einzelbewerb aus und gewann mit der Staffel in 3:30,27 min gemeinsam mit Helena Fuchsová, Hana Benešová und Ludmila Formanová die Silbermedaille hinter dem russischen Team. Im August verpasste sie bei den Weltmeisterschaften in Göteborg mit 3:26,27 min den Finaleinzug mit der Staffel und anschließend schied sie bei der Sommer-Universiade in Fukuoka mit 52,08 s im Vorlauf über 400 Meter aus. Im Jahr darauf belegte sie bei den Halleneuropameisterschaften in Stockholm in 53,02 s den vierten Platz im B-Finale über 400 Meter und im Juli nahm sie an den Olympischen Sommerspielen in Atlanta teil. Dort schied sie über 400 Meter mit 53,21 s im Viertelfinale aus und belegte im Staffelbewerb in 3:26,99 min den siebten Platz. 1997 gelangte sie bei den Hallenweltmeisterschaften in Paris mit 3:28,47 min auf Rang vier im Staffelbewerb und im August schied sie bei den Weltmeisterschaften in Athen mit 52,61 s im Halbfinale über 400 Meter aus und belegte mit der Staffel in 3:23,73 min den fünften Platz. Anschließend belegte sie bei den Studentenweltspielen in Catania in 52,32 s den vierten Platz über 400 Meter. Daraufhin beendete sie ihre aktive sportliche Karriere im Alter von 26 Jahren.
In den Jahren 1993 und 1994 wurde Koštovalová tschechische Meisterin im 400-Meter-Lauf im Freien sowie 1993 auch in der Halle. Zudem wurde sie 1993 und 1997 auch Landesmeisterin in der 4-mal-400-Meter-Staffel sowie 1995 Hallenmeisterin über 200 Meter.

## Persönliche Bestzeiten
- 200 Meter: 24,65 s, 24. Januar 1996 in Frankfurt am Main
- 400 Meter: 51,84 s, 31. Mai 1996 in Ostrava
  - 400 Meter (Halle): 52,70 s, 18. Februar 1995 in Wien